# Messe (Schifffahrt)
Als Messe wird in der deutschen Handelsschifffahrt ebenso wie in der deutschen Marine ein Raum an Bord eines Schiffes bezeichnet, in dem das Essen eingenommen wird und die Freizeit verbracht werden kann. Es ist damit eine Mischung aus Esszimmer und Wohnzimmer.  Zusätzlich werden hier auch gelegentlich Schulungen oder Besprechungen abgehalten.

## Geschichte

### Allgemeines

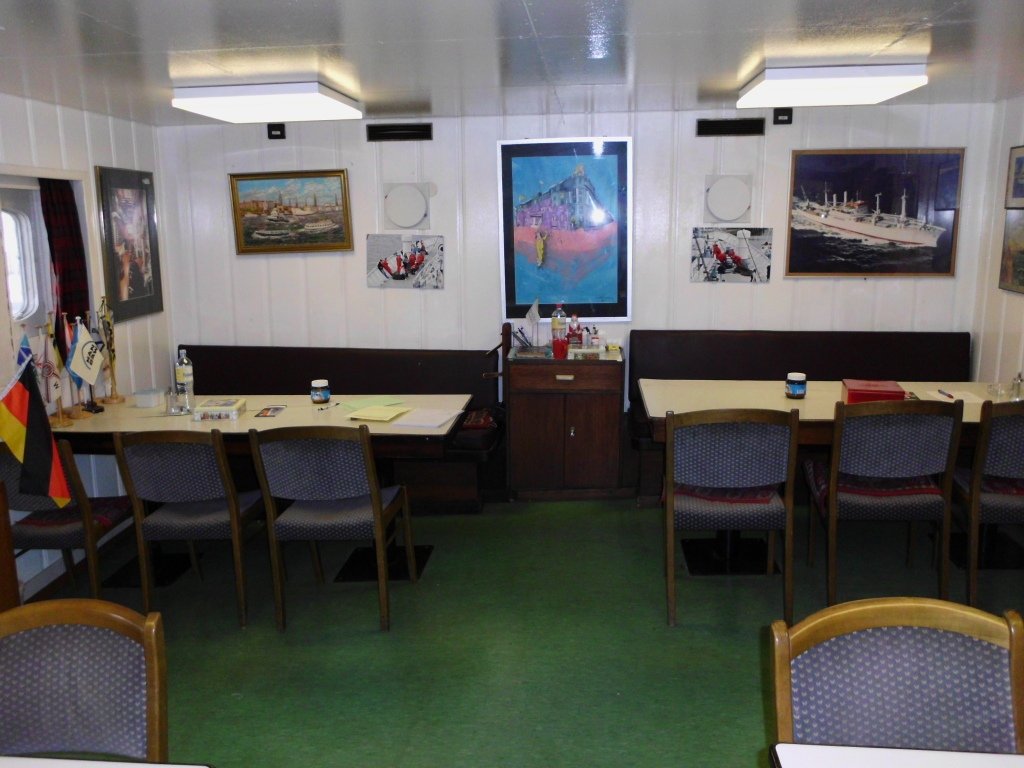
Blick in eine Mannschaftsmesse

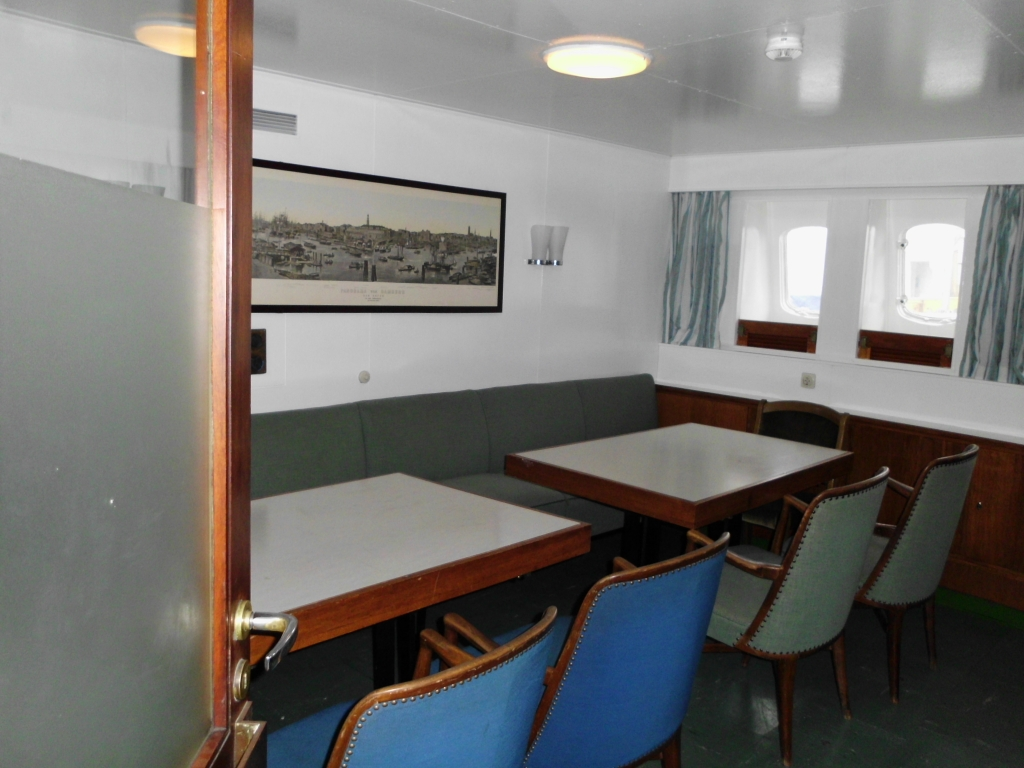
Blick in eine Offiziersmesse

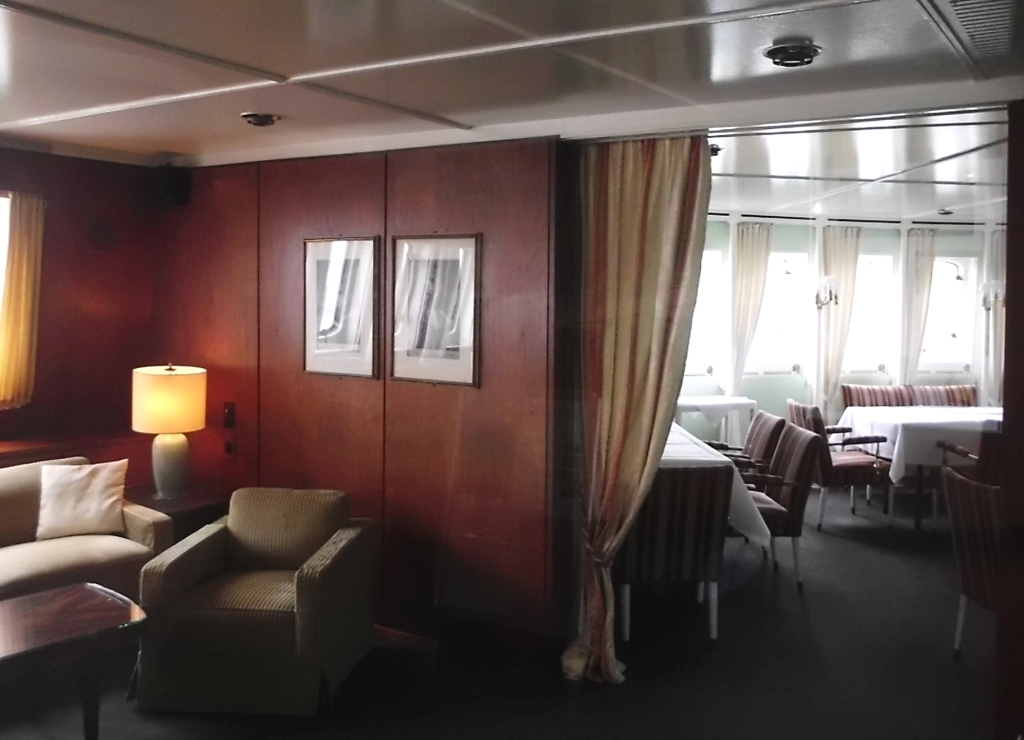
Blick in einen Salon mit Bibliothek (links) und Bereich zum Essen (rechts)

Die Schiffsbesatzung wird traditionell unterschieden in Mannschaft und Offiziere. Bis in die 1970er Jahre waren auf größeren Seeschiffen drei bis vier verschiedene Messen vorgesehen. Neben der Mannschaftsmesse gab es die Offiziersmesse und den Salon. Je nach Reedereitradition gab es auf großen Schiffen vereinzelt auch eine separate Messe, in denen der Bootsmann, der Storekeeper, der Zimmerer und auf den Tankern auch der Pumpenmann ihr Essen einnahmen. In der Mannschaftsmesse aßen die Mannschaftsdienstgrade wie Schiffsjungen, Matrosen, Reiniger und Schmierer. Diese einfachste Messe durfte im Gegensatz zu den anderen Messen teilweise auch mit Arbeitskleidung betreten werden. Das Tischdecken und Abräumen, Backschaft genannt, wurde auf größeren Schiffen vom Steward, auf kleineren Einheiten reihum vom Backschafter bzw. ausschließlich vom niedrigsten Dienstgrad, dem oder den Schiffsjungen, erledigt.
In der Offiziersmesse aßen die Offiziere, wobei auch die Ingenieure, die Ingenieur-Assistenten, der Funker und der Elektriker zu den Offizieren zählen. Im Salon aß die Schiffsführung, der Kapitän, der Leitende Ingenieur (Chief) und der 1. Offizier sowie ggf. mitfahrende Passagiere. Zur Bedienung im Salon und den Messen dienten zwei bis vier Stewards und Messejungen, die bei den Mahlzeiten die Personen in den Messen und Salon bedienten, das Tischdecken und den Abwasch erledigten und auch für den Kammerservice der höheren Dienstgrade zuständig waren.

### Entwicklung auf Handelsschiffen
Während Arbeits- und Mannschaftsmessen meist einfacher gestaltet sind, zeichnen sich Offiziersmessen und insbesondere der Salon regelmäßig durch eine jeweils gehobenere Ausstattung aus.
Bis zu dem oben genannten Zeitraum waren auf den großen Handelsschiffen 40 bis 50 Besatzungsmitglieder gemustert, da der Schiffsbetrieb mit Ladebäumen und Stückgut sehr arbeitsintensiv war, die Schiffsmaschinenanlagen noch manuell bedient wurden und auch der überwiegende Teil der Ausbildung an Bord stattfand. Das hat sich weitgehend geändert, Paletten und Container haben die Stückgutfahrt rationalisiert, wodurch der Ladungsumschlag optimiert und die Hafenliegezeiten sich von mehreren Tagen in mehrere Stunden verkürzt haben. Statt jeweils 12 bis 20 Besatzungsmitgliedern für den Maschinenbetrieb und die Arbeiten an Deck haben moderne, automatisierte, große Überseeschiffe nur noch insgesamt 20 bis 25 Personen als Besatzung. Die Berufe wie Schiffsjungen, Matrosen, Reiniger und Schmierer sind in der deutschen Schifffahrt verschwunden, stattdessen arbeiten Schiffsmechaniker und Schiffsbetriebsmeister abhängig vom Bedarf sowohl an Deck als auch in der Maschine.
Diese Entwicklung hatte auch Auswirkungen auf die Lebens- und Wohnkultur an Bord. Je nach Reederei haben sich auch die Messen geändert, die sich häufig in integrierte Messen mit getrennten Bereichen für Offiziere und Mannschaften gewandelt haben.

### In der Deutschen Marine
In der deutschen Marine existiert auch heute noch die Offiziermesse (ohne Fugen-S) für alle Offiziere. Auf größeren Schiffen einiger Marinen ist der Kommandant nicht Mitglied der Messe und hält sich dort nur auf Einladung auf. Weiterhin existieren auch separate Messen für Portepeeunteroffiziere (PUO-Messe), Unteroffiziere (U-Messe) sowie für die Mannschaften (M-Messe), wobei die kleineren Messen keine Messen im Sinne der Dienstvorschrift sind, sondern Caféterien. In den Offiziermessen und den PUO-Messen sind zumeist Mannschafts-Soldaten als Pantry eingesetzt. In allen Messen gibt es einen sogenannten Messeältesten, der über die Ordnung in der Messe wacht.
Die Marineoffiziervereine in deutschen Städten bezeichnen sich teilweise als Marineoffiziermesse wie auch die Gesellschaften an Bord an sich.